# Speed (Victoria)
Speed je malé sídlo v australském státě Victoria. Leží zhruba 410 kilometrů od Melbourne a 143 kilometrů od Mildury.
Jméno znamená anglicky „Rychlost“ a v roce 2011, kdy zde bydlelo 45 obyvatel, se obec rozhodla na měsíc přejmenovat na „Speedkills“, tedy „Rychlost zabíjí“, v rámci kampaně za vyšší bezpečnost silničního provozu.